# Johan Hove
Johan Hove (Sogndal, 7 settembre 2000) è un calciatore norvegese, centrocampista dell'AIK.

## Carriera

### Club
Hove è cresciuto nelle giovanili del Sogndal. L'8 maggio 2016 ha esordito in Eliteserien, subentrando ad Ole Amund Sveen in occasione della vittoria per 1-4 maturata sul campo dell'Aalesund. Il 19 aprile 2018 ha prolungato il contratto che lo legava al club, fino al 31 dicembre 2020.
Il 7 agosto 2018, lo Strømsgodset ha reso noto che Hove si sarebbe iniziato ad allenare con il resto della squadra, nell'ottica di valutarne l'ingaggio. Il 13 agosto, Strømsgodset e Sogndal hanno trovato un accordo per il trasferimento del calciatore, soggetto al buon esito delle visite mediche di rito. Superati i test e sbrigate le ultime formalità burocratiche, il 14 agosto Hove è stato presentato come un nuovo calciatore dello Strømsgodset, a cui si è legato fino al 31 dicembre 2021. Ha scelto di vestire la maglia numero 8.
Il 26 agosto 2018 ha quindi debuttato con la nuova maglia, subentrando ad Herman Stengel in occasione della sconfitta subita per 4-3 sul campo del Rosenborg. Il 31 marzo 2019 ha realizzato la prima rete nella massima divisione norvegese, nel successo per 3-2 sull'Haugesund. Il 18 dicembre 2019, Hove ha rinnovato il contratto che lo legava allo Strømsgodset fino al 30 giugno 2022. Le parti hanno ulteriormente prolungato l'accordo in essere in data 21 settembre 2020, fino al 30 giugno 2023.
Il 17 gennaio 2023, Hove è stato ingaggiato dagli olandesi del Groningen: ha scelto di vestire la maglia numero 8 e ha firmato un contratto valido fino al 30 giugno 2026. Ha debuttato il 22 gennaio in occasione del cosiddetto "derby del Nord" contro l'Heerenveen, mentre una settimana dopo ha segnato il suo primo gol per il nuovo club nella trasferta sul campo del contro il Volendam. Il Groningen, che già al momento dell'arrivo di Hove lottava per non retrocedere, ha concluso l'Eredivisie 2022-2023 con la discesa in seconda divisione. Nonostante la discesa di categoria, il giocatore norvegese è rimasto in rosa e ha contribuito al raggiungimento della promozione immediata: il ritorno in Eredivisie è stato conquistato all'ultima giornata di campionato con una vittoria per 2-0 nello scontro diretto contro il Roda JC, incontro in cui proprio Hove ha segnato il gol del vantaggio.
È rimasto un punto fermo del centrocampo del Groningen anche all'inizio dell'annata seguente, giocando da titolare in 20 delle prime 21 giornate dell'Eredivisie 2024-2025, fino alla sua cessione. In totale, nei poco più di due anni trascorsi al Groningen, ha collezionato 78 presenze ufficiali, realizzando sette gol e fornendo otto assist.
Il 13 febbraio 2025 è stato acquistato ufficialmente dagli svedesi dell'AIK con un contratto fino al 31 dicembre 2028.

### Nazionale
Hove ha rappresentato la Norvegia a livello Under-15, Under-16, Under-17, Under-18, Under-19 e Under-21. Per quanto concerne quest'ultima rappresentativa, ha debuttato il 10 settembre 2019: ha sostituito Tobias Heintz in una vittoria per 0-3 contro l'Ungheria, in una sfida amichevole disputata a Felcsút.
Il 31 maggio 2023 è stato incluso tra i convocati del commissario tecnico Leif Gunnar Smerud in vista dell'imminente campionato europeo Under-21.

## Statistiche

### Presenze e reti nei club
Statistiche aggiornate al 10 maggio 2024.
| Stagione            | Club                | Campionato          | Campionato | Campionato | Coppe nazionali | Coppe nazionali | Coppe nazionali | Coppe continentali | Coppe continentali | Coppe continentali | Supercoppe | Supercoppe | Supercoppe | Totale | Totale |
| Stagione            | Club                | Comp                | Pres       | Reti       | Comp            | Pres            | Reti            | Comp               | Pres               | Reti               | Comp       | Pres       | Reti       | Pres   | Reti   |
| ------------------- | ------------------- | ------------------- | ---------- | ---------- | --------------- | --------------- | --------------- | ------------------ | ------------------ | ------------------ | ---------- | ---------- | ---------- | ------ | ------ |
| 2016                | Sogndal             | ES                  | 3          | 0          | CN              | 0               | 0               | -                  | -                  | -                  | -          | -          | -          | 3      | 0      |
| 2017                | Sogndal             | ES                  | 11+1       | 0          | CN              | 2               | 0               | -                  | -                  | -                  | -          | -          | -          | 14     | 0      |
| gen.-ago. 2018      | Sogndal             | 1D                  | 11         | 0          | CN              | 1               | 0               | -                  | -                  | -                  | -          | -          | -          | 12     | 0      |
| Totale Sogndal      | Totale Sogndal      | Totale Sogndal      | 25+1       | 0          |                 | 3               | 0               |                    | -                  | -                  |            | -          | -          | 29     | 0      |
| ago.-dic. 2018      | Strømsgodset        | ES                  | 5          | 0          | CN              | -               | -               | -                  | -                  | -                  | -          | -          | -          | 5      | 0      |
| 2019                | Strømsgodset        | ES                  | 23         | 2          | CN              | 2               | 0               | -                  | -                  | -                  | -          | -          | -          | 25     | 2      |
| 2020                | Strømsgodset        | ES                  | 30         | 10         | -               | -               | -               | -                  | -                  | -                  | -          | -          | -          | 30     | 10     |
| 2021                | Strømsgodset        | ES                  | 29         | 6          | CN              | 5               | 1               | -                  | -                  | -                  | -          | -          | -          | 21     | 4      |
| 2022                | Strømsgodset        | ES                  | 30         | 11         | CN              | 1               | 0               | -                  | -                  | -                  | -          | -          | -          | 31     | 11     |
| Totale Strømsgodset | Totale Strømsgodset | Totale Strømsgodset | 117        | 29         |                 | 8               | 1               |                    | -                  | -                  |            | -          | -          | 125    | 30     |
| gen.-giu. 2023      | Groningen           | ED                  | 18         | 2          | CO              | -               | -               | -                  | -                  | -                  | -          | -          | -          | 18     | 2      |
| 2023-2024           | Groningen           | EED                 | 34         | 5          | CO              | 4               | 0               | -                  | -                  | -                  | -          | -          | -          | 38     | 5      |
| Totale              | Totale              | Totale              | 194+1      | 36         |                 | 15              | 1               |                    | -                  | -                  |            | -          | -          | 200    | 37     |